# Lee Jang-ho
Lee Jang-ho est un réalisateur et scénariste sud-coréen né à Séoul le 15 mai 1945.

## Biographie et œuvre
Lee Jang-ho a travaillé pendant huit ans avec Shin Sang-ok au début de sa carrière.
Lee Jang-ho est l'une des personnalités importantes du cinéma sud-coréen des années 1970 et 1980. Il souffre toutefois beaucoup de devoir affronter la censure, au point de représenter son propre suicide de réalisateur dans la première scène de Declaration of Fools. Trois de ses films sont classés dans la liste des douze films coréens les plus importants établie en 2014 par la Korea Film Archive.
Son premier film, Heavenly Homecoming to Stars, rencontre un succès commercial et critique et lance une vague de "films d'hôtesse" mêlant érotisme et critique sociale.
En avril 1976, sa carrière s'interrompt à la suite de son arrestation pour fumage de marijuana, dans le cadre d'une campagne gouvernementale visant à combattre la décadence morale de la société ; il est alors blacklisté jusqu'au meurtre du président Park en octobre 1979.
Il renoue avec le succès avec des films tels que Declaration of Fools en 1983 et Eoudong en 1985.
Il établit alors sa propre compagnie de production en 1986. 
En raison de son amateurisme administratif et entrepreunarial, aggravé par les mauvaises pratiques dans ces domaines que lui avait transmises Shin Sang-ok, cette compagnie se retrouve engluée dans d'inextricables problèmes financiers, Lee enchaînant les échecs au box-office.
Après avoir mis entre parenthèses sa carrière de réalisateur, il est l'un des initiateurs du Festival international du film fantastique de Puchon.

## Filmographie partielle
- 1974 : Heavenly Homecoming to Stars[2]
- 1980 : Good Windy Day (en)[2]
- 1981 : Children of Darkness[1]
- 1983 : Declaration of Fools[2]
- 1985 : Eoudong (en)[1]
- 1987 : The Man with Three Coffins (en)[1]